# Eumecosoma metallescens
Eumecosoma metallescens là một loài ruồi trong họ Asilidae. Eumecosoma metallescens được Schiner miêu tả năm 1868. Loài này phân bố ở vùng Tân nhiệt đới.